# Rudolf Ferdinandowitsch Sivers

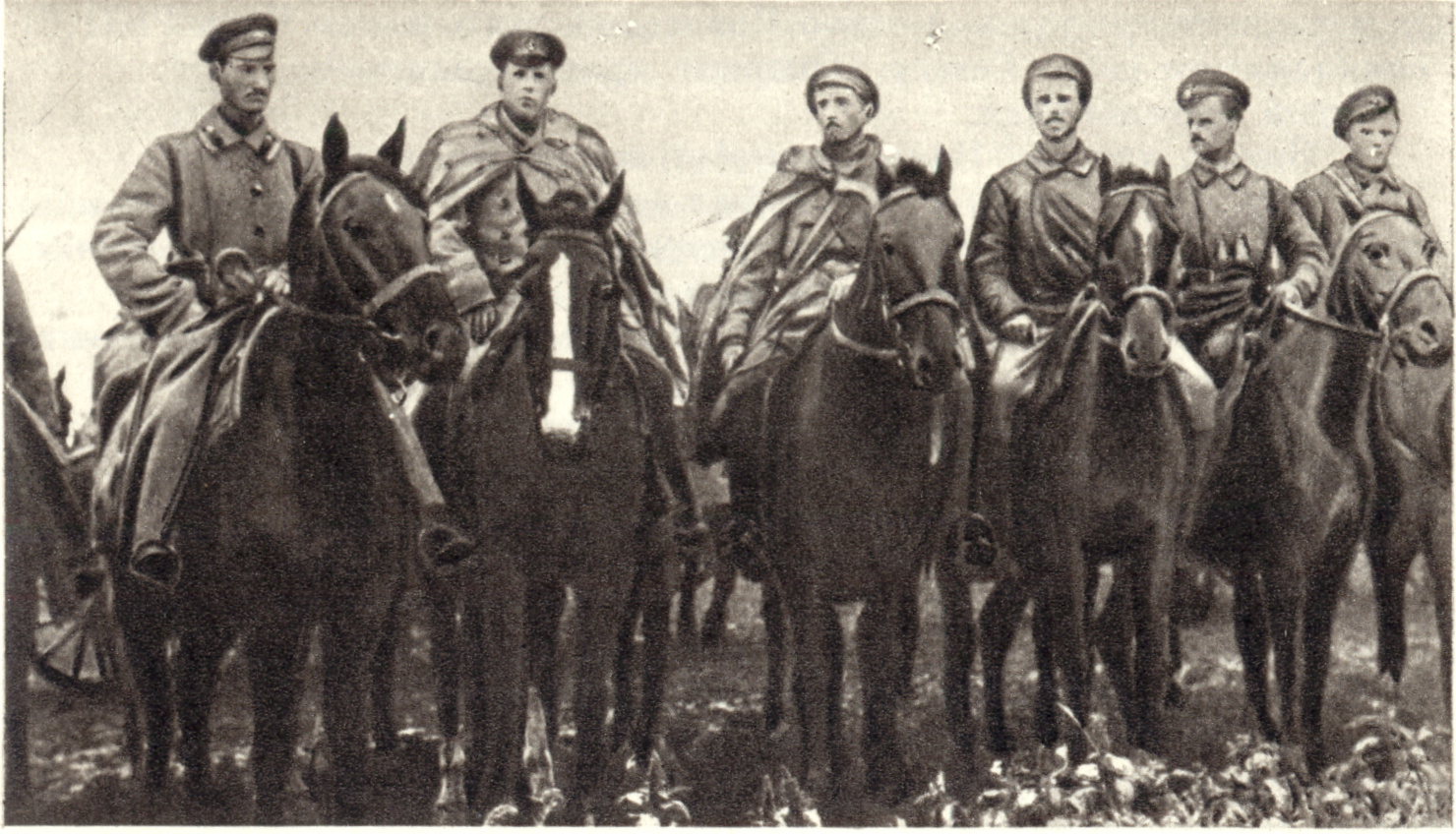
Rudolf Sivers (zweiter von links) mit einer Reiterabteilung der Roten Garden (1918)

Rudolf Ferdinandowitsch Sivers (* 11. Novemberjul. / 23. November 1892greg. in Sankt Petersburg; † 8. Dezember 1918 in Moskau; russisch Рудольф Фердинандович Сиверс) war ein russischer Soldat deutscher Abstammung im Ersten Weltkrieg. Nach der Februarrevolution wurde Sivers Bolschewik, Militärführer der Roten Garden und der Roten Armee in der Anfangsphase des Russischen Bürgerkriegs. Im Frühjahr 1918 verübten unter seinem Kommando stehende Einheiten der Roten Garden in Taganrog und Rostow am Don Gräueltaten gegen echte und vermeintliche Gegner der Bolschewiki.

## Biografie
Über den Lebenslauf von Sivers vor der Februarrevolution des Jahres 1917 ist nur wenig bekannt. Sivers war der Sohn eines baltendeutschen Beamten aus Sankt Petersburg. Er nahm von 1914 bis 1917 als Soldat der Kaiserlich-Russischen Armee am Ersten Weltkrieg teil. Im November 1915 war er Praporschtschik in der 109. Schützendivision, später erlangte er den Rang eines Saurjad-praporschtschik, was den höchsten Unteroffiziersrang der Kaiserlich-Russischen Armee darstellte.

### Februarrevolution und politisches Engagement bei den Bolschewiki
Im Zuge der Februarrevolution wurde Sivers in das Regimentskomitee des 436. Schützenregiments der 109. Schützendivision gewählt. Im gleichen Zeitraum trat er den Bolschewiki bei. Er gehörte zu den Herausgebern der Frontzeitung “Okopnaja Prawda” (russisch Окопная правда, dt. etwa “Die Wahrheit des [Schützen]grabens”) und spielte damit eine bedeutende Rolle bei der Verbreitung der Propaganda der Bolschewiki innerhalb der 12. Armee der Kaiserlich-Russischen Armee. Im Juli 1917 wurde Sivers von der Polizei der Provisorischen Regierung Russlands unter dem Vorwurf der Spionage verhaftet. Bis zum Beginn der Oktoberrevolution blieb Sivers inhaftiert.

### Militärisches Engagement in den Roten Garden
Nach seiner Freilassung übernahm Sivers das Kommando über eine Abteilung der Roten Garden und Matrosen, die gegen eine zur Bekämpfung der Oktoberrevolution von General Pjotr Krasnow ad-hoc aufgestellte Kosakeneinheit bei Pulkowo siegreich kämpften. Ende November 1917 wurde Sivers Abteilung nach Charkow (heute Charkiw) entsandt, um dort die Unabhängigkeitsbestrebungen der neu proklamierten Ukrainischen Volksrepublik zu unterdrücken. Aufgrund der chaotischen Zustände nach der Oktoberrevolution verzögerte sich der Abmarsch der Abteilung. Ende Dezember 1917 marschierte Sivers Abteilung, die zu diesem Zeitpunkt laut späteren Angaben des sowjetischen Militärführers Jukums Vācietis aus 1165 Schützen und 95 Berittenen bestand, die außerdem 14 Maschinengewehre und 6 Geschütze zur Verfügung hatten, in Richtung Orjol und Belgorod. Von dort aus bewegte sie sich nach Charkow und vereinigte sich am 4. Januarjul. / 17. Januar 1918greg. mit den Roten Garden des Donezbeckens, wobei sie auf eine Stärke von ungefähr 10.000 Kämpfern anwuchs.

### Kampagne gegen den Aufstand des Generals Kaledin

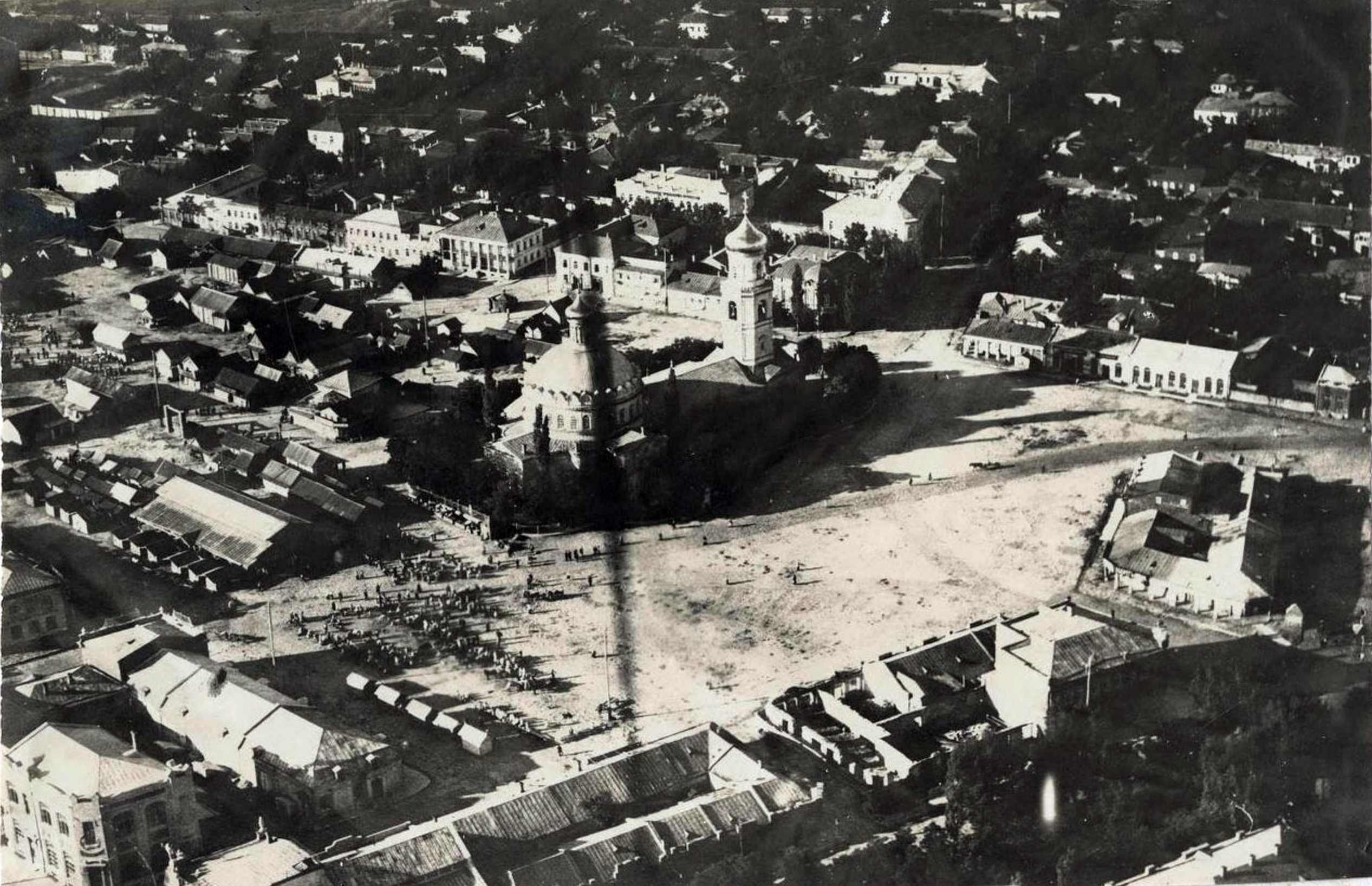
Der Sobornaja-Platz in Taganrog Ende April 1918 (Luftaufnahme der Fliegerabteilung 27 während der Besetzung der Ukraine durch die Mittelmächte)

Am 8. Januarjul. / 21. Januar 1918greg. befahl der von Lenin mit dem Oberbefehl über die Roten Garden in Südrussland betraute Wladimir Antonow-Owsejenko die aufständischen Kräfte des Generals Kaledin auf dem Gebiet der Donkosaken mit einem Schlag seiner Hauptstreitkräfte aus dem Donbass zu „liquidieren“, wobei Sivers Abteilung eine wichtige Rolle spielen sollte. Tatsächlich wurde Sivers Abteilung in Richtung des Asowschen Meeres abgedrängt. Weiterhin hatte Sivers Probleme die Disziplin in seiner Einheit aufrechtzuerhalten. In der Staniza Ilowaiskaja verweigerten laut späteren Ausführungen von Jukums Vācietis zwei Regimenter den Gehorsam und wurden entwaffnet. In der zweiten Januarhälfte stieß Sivers Abteilung in Richtung der aufständischen Gebiete vor.
In der Nacht zum 18. Januarjul. / 31. Januar 1918greg. begannen die Bolschewiki einen Aufstand gegen die Herrschaft von General Kaledin in der Hafenstadt Taganrog. Dieser Aufstand wurde von einem weißen Aufgebot aus Anhängern der Konstitutionell-Demokratischen Partei (Kadetten), Offizieren und auch Lehrlingen bekämpft. Durch das Eingreifen von Sivers Abteilung und die Eroberung des Waffendepots der Stadt durch die Bolschewiki waren die Weißen jedoch bald hoffnungslos unterlegen und ergaben sich gegen die Zusage freien Geleits am 20. Januarjul. / 2. Februar 1918greg.. Laut einem im April 1918 verfassten Bericht einer von der weißen Freiwilligenarmee eingesetzten Sonderkommission zur Untersuchung der Gräueltaten der Bolschewiki in Taganrog wurden danach alle tatsächlichen und vermeintlichen Anhänger der Weißen von den Bolschewiki verhaftet und hingerichtet. Teilweise wurden die Gefangenen von den Bolschewiki in den Hochofen des Stahlwerks von Taganrog geworfen. In der sowjetischen Geschichtsschreibung wurde die Beteiligung Sivers an den Vorgängen in Taganrog verschwiegen und die weiße Garnison der Stadt sei von den Arbeitern des Stahlwerks unter schweren Verlusten zum Rückzug nach Rostow am Don gezwungen worden. Sivers und seine Abteilung seien erst später nach Taganrog vorgedrungen.
Nachdem der Widerstand der Weißen in Taganrog gebrochen war, setzte Sivers Abteilung ihren Vormarsch in Richtung der Stadt Rostow am Don fort, die das Zentrum des weißen Aufstandes unter General Kaledin war. Bei der ersten militärischen Konfrontation mit einer kleinen weißen Abteilung unter Oberst Alexander Kutepow bei Matwejew Kurgan wurden die Roten Garden am 25. Januarjul. / 7. Februar 1918greg. kurzzeitig zum Rückzug gezwungen. Der Vormarsch von Sivers Abteilung wurde bis zum 31. Januarjul. / 13. Februar 1918greg. gestoppt und die Einheit um einen Panzerzug und weitere Abteilungen verstärkt. Danach nahm Sivers den Vormarsch in Richtung Rostow wieder auf. Die weißen Truppen des Generals Kaledin wurden in der ersten Februarhälfte fast vollständig geschlagen und zogen sich nach Süden in die Steppe um den Fluss Sal zurück. (→Eismarsch) General Kaledin tötete sich am 29. Januarjul. / 11. Februar 1918greg. selbst. Im Zuge dieser Ereignisse erreichte auch Sivers Gruppierung am 31. Januarjul. / 13. Februar 1918greg. die Umgebung von Rostow am Don.

### Kosakenverfolgung in Rostow am Don
Die Stadt war bereits in der Nacht auf den 10. Februarjul. / 23. Februar 1918greg. durch eine Kosakenabteilung unter dem Kommando von Fjodor Podtjolkow und Michail Kriwoschylow unter die Kontrolle der Bolschewiki gebracht worden. Die politische Macht in der Stadt wurde deswegen von einem bereits am 6. Februarjul. / 19. Februar 1918greg. gebildeten revolutionären Komitee unter der Leitung des Kosaken Podtjolkow und dem bereits 1917 in Rostow tätigen Funktionär der Bolschewiki Syrzow beansprucht. Sivers Abteilung marschierte ebenfalls am 23. Februar 1918 in Rostow am Don ein.
Die Roten Garden unter Sivers, der laut dem Historiker Kenez faktisch unabhängig agierte, terrorisierten die Angehörigen derjenigen Kosaken, die in der weißen Donarmee unter dem Ataman Krasnow kämpften. Die Roten Garden schreckten dabei auch vor der Ermordung Minderjähriger nicht zurück. Durch Sivers Brutalität verloren die Bolschewiki alle Sympathien in der Donregion. Laut dem Historiker Kenez distanzierte sich das revolutionäre Komitee von Sivers, der seinerseits keine Anweisungen von dort befolgte.

### Intervention der Mittelmächte in der Ukraine und Südrussland
Mit dem Beginn der Intervention der Mittelmächte (→Operation Faustschlag) drangen österreichisch-ungarische und deutsche Truppen auf das Gebiet der Ukraine vor. Sivers Abteilung wurde im März 1918 in „5. ukrainische Armee“ umbenannt. Sie umfasste zu diesem Zeitpunkt ungefähr 3000 Kämpfer und 13 Geschütze und wurde gegen die Mittelmächte in Marsch gesetzt. Aufgrund ihrer begrenzten Fähigkeiten war es Sivers Abteilung wie auch allen anderen Teilen der Roten Armee nicht möglich, effektiven Widerstand gegen das Vordringen der österreichisch-ungarischen und deutschen Truppen zu leisten. Sivers Abteilung operierte zunächst in Richtung Konotop, erreichte dann Charkow von Norden und kämpfte nach dem Verlassen von Charkow (8. April) im Gebiet von Kupjansk. Am 10. April 1918 wurde Sivers Abteilung in “2. Spezialarmee” umbenannt, Anfang Mai 1918 wurde seine nach Norden in das Gouvernement Woronesch abgedrängte Einheit zur “Woronesch-Abteilung”.

### Tod im Kampf gegen die weiße Donarmee
Ab Juli 1918 verteidigte Sivers Abteilung, die inzwischen in “Spezialbrigade” umbenannt worden war das Gebiet Zentralrusslands gegen ein weiteres Vordringen der weißen Donarmee. Sivers Abteilung wurde im September 1918 in “1. ukrainische Spezialbrigade” umbenannt und im Oktober 1918 die 9. rote Armee integriert. Hier nahm sie an den weiteren Kämpfen gegen die weiße Donarmee teil. Rudolf Sivers wurde bei Kämpfen im Dorf Schelnowka am 15. November 1918 schwer verwundet und verstarb am 8. Dezember 1918 in Moskau an diesen Verletzungen.

## Ehrungen

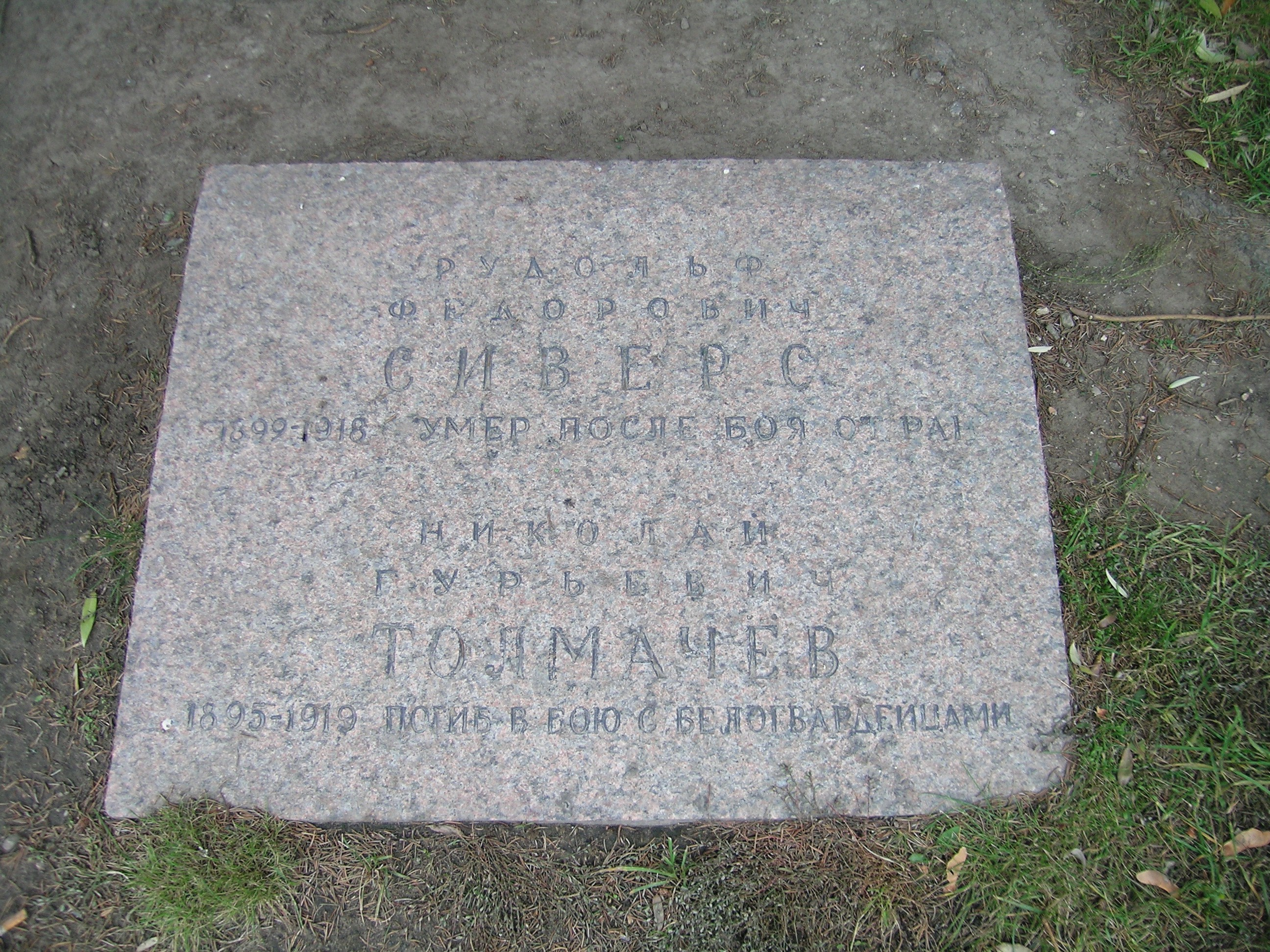
Grabplatte von Rudolf Sivers auf dem Marsfeld in St. Petersburg (2010)

Rudolf Sivers wurde wie viele während des Bürgerkriegs getötete Bolschewiki auf dem Marsfeld in Sankt Petersburg beigesetzt. In Rostow am Don ist eine Hauptstraße nach ihm benannt (Sivers-Prospekt, russisch проспект Сиверса). In Taganrog existiert ebenfalls eine Sivers-Straße.